# Museo nacional de Colombo
El Museo nacional de Colombo también conocido como el Museo Nacional de Sri Lanka es uno de los dos museos en la ciudad de Colombo. Es el museo más grande de Sri Lanka. Es mantenido por el Departamento del Museo Nacional del gobierno central de ese país. El museo contiene las colecciones de mayor importancia para Sri Lanka, así como símbolos del país, incluido el trono y la corona de los reyes de Kandy, así como muchas otras exposiciones que cuentan la historia del antiguo Sri Lanka.